# Públio Élio Peto (cônsul em 337 a.C.)
Públio Élio Peto (em latim: Publius Aelius Paetus) foi um político da gente Élia da República Romana, eleito cônsul em 337 a.C. com Caio Sulpício Longo. Foi um dos primeiros áugures plebeus.

## Consulado (337 a.C.)
Foi eleito cônsul em 337 a.C. com Caio Sulpício Longo. Durante o seu mandato, irrompeu uma guerra entre sidicínios e auruncos, estes últimos aliados de Roma. O Senado deliberou por intervir para ajudar os auruncos, mas por conta de diferenças entre os dois cônsules romanos, a cidade dos auruncos foi abandonada e seus habitantes fugiram para Sessa Aurunca. Irritado pela falta de decisão dos cônsules e sua inabilidade de levar adiante a guerra, o Senado nomeou como ditador Caio Cláudio Regilense, que escolheu Caio Cláudio Ortador como seu mestre da cavalaria (magister equitum).

## Mestre da cavalaria (321 a.C.)
Depois da derrota das Forcas Caudinas, o Senado ordenou que os cônsules derrotados pelos samnitas, Espúrio Postúmio Albino Caudino e Tito Vetúrio Calvino, abdicassem e nomeassem Quinto Fábio Ambusto como ditador romano ("comitiorum habendorum causa"), com poderes limitados, que, por sua vez, escolheu Públio Élio Peto como seu mestre da cavalaria (magister equitum), uma forma de garantir a eleição de novos cônsules. Porém, como a nomeação dos dois não foi feita de forma regular, ambos tiveram que renunciar em prol de um novo ditador, Marco Emílio Papo, que escolheu como mestre da cavalaria Lúcio Valério Flaco. Eles não conseguiram garantir a realização de novas eleições e foram substituídos por um interrex.